# اولد بریج (حوزه سرشماری)، نیوجرسی
اولد بریج (به انگلیسی: Old Bridge) یک منطقهٔ مسکونی در ایالات متحده آمریکا است که در نیوجرسی واقع شده‌است. اولد بریج ۱۸٫۸۳۹ کیلومتر مربع مساحت و ۲۳٬۷۵۳ نفر جمعیت دارد و ۶ متر بالاتر از سطح دریا واقع شده‌است.